# Anne Hathaway
Pour les articles homonymes, voir Anne Hathaway (homonymie).
Anne Hathaway, née le 12 novembre 1982 à New York, est une actrice américaine.
Après un début de carrière au théâtre, elle apparaît dans la série télévisée La Famille Green, avant de commencer sa carrière au cinéma en 2001 dans Princesse malgré elle. Après une série de films familiaux, son rôle dans Le Secret de Brokeback Mountain, en 2005, la dirige vers un public plus mature. Ses rôles dans Le diable s'habille en Prada, en 2006, et Rachel se marie, en 2008, respectivement, la font connaître du grand public et lui offrent sa première nomination à l'Oscar de la meilleure actrice.
En 2012, elle joue Catwoman dans The Dark Knight Rises de Christopher Nolan -dont elle devient une des actrices fétiches - son plus grand succès commercial, et Fantine dans Les Misérables, rôle pour lequel elle remportera l'Oscar de la meilleure actrice dans un second rôle.
Au-delà de sa carrière d'actrice, Anne Hathaway est également membre du Lollipop Theatre Network, une organisation proposant des films à des enfants hospitalisés, et milite pour l'égalité des sexes en tant qu'ambassadrice de bonne volonté à l'ONU Femmes.

## Jeunesse et formation
Anne Jacqueline Hathaway naît le 12 novembre 1982 dans le quartier de Brooklyn, à New York. Son père, Gerald Hathaway, est avocat et sa mère, Kate Hathaway, née McCauley, est une ancienne actrice. Elle a un frère aîné, Michael, et un frère cadet, Thomas. Elle grandit à Millburn, dans le New Jersey, où elle déménage à l'âge de six ans.
À l'âge de huit ans, Anne Hathaway découvre le théâtre grâce à sa mère, qui joue Fantine dans la première tournée américaine des Misérables. Toutefois, ses parents ne l'encouragent pas à poursuivre une carrière d'actrice, et Kate quitte sa propre carrière pour s'occuper de ses enfants.
Anne Hathaway reçoit une éducation catholique et souhaite devenir nonne pendant son enfance,. Quand elle a quinze ans, elle rejoint avec sa famille l'Église épiscopalienne des États-Unis à la suite de l'annonce de l'homosexualité de son frère aîné, avant de s'en détacher également. En 2009, elle décrit sa relation avec la religion comme « en progression ».
Anne Hathaway reçoit une éducation basée sur la pédagogie Montessori avant d'être diplômée de la Millburn High School. En 1993, elle étudie à l'American Academy of Dramatic Arts, puis au Vassar College, à Poughkeepsie, où elle étudie l'anglais et les sciences politiques, avant d'être transférée à la Gallatin School of Individualized Study de l'université de New York,,.
Son jeu est comparé à celui de Judy Garland et Audrey Hepburn, deux de ses actrices favorites,. En 1999, Anne Hathaway fait partie de la distribution principale de la série télévisée La Famille Green, produite par la Fox. Elle y incarne Meghan Green aux côtés de Jon Tenney, Debrah Farentino et Jesse Eisenberg. En 2001, elle rate son premier semestre d'université pour tourner son premier film, Princesse malgré elle, décision qu'elle dit ne jamais avoir regretté,.

## Carrière

### Premiers rôles et révélation(2001-2004)
Inspiré du roman Journal d'une princesse de Meg Cabot, Princesse malgré elle suit l'histoire de Mia Thermopolis, une adolescente qui découvre qu'elle est l'héritière du trône du royaume fictif de Génovie. Anne Hathaway auditionne pour le rôle lors d'une escale, alors en voyage pour la Nouvelle-Zélande. Garry Marshall, le réalisateur, pense d'abord à Liv Tyler pour le rôle mais finit par choisir Anne Hathaway sur les conseils de ses petites-filles. Le film est un succès commercial, et engendre 165 millions de dollars, mais aussi critique : Anne Hathaway est félicitée pour son « alchimie » par la BBC et le New York Times la qualifie de « royauté en herbe »,,. Elle obtient une nomination au MTV Movie Award de la meilleure révélation pour le rôle. La même année, elle joue avec Christopher Gorham dans De l'autre côté du paradis, qui est un échec critique et commercial.
« En termes de rôles de princesses, il y a une limite, en tant que jeune femme, avant de vraiment se sentir ridicule. C'est tellement amusant à faire que je me suis dit que j'allais en tirer le plus possible tant que je le pouvais. Puis j'irai jouer des addicts et des prostituées, les bons rôles qui font gagner des Oscars. »
Pendant les trois années suivantes, Anne Hathaway joue principalement dans des films familiaux : en 2002, après avoir participé au doublage américain du film d'animation du studio Ghibli Le Royaume des chats, elle joue dans la comédie dramatique de Douglas McGrath Nicholas Nickleby, puis en 2004 dans Ella au pays enchanté, qui reçoit des critiques mitigées,,,. La même année sort Un mariage de princesse, suite de Princesse malgré elle, pour lequel elle refuse le rôle de Christine Daaé dans Le Fantôme de l'Opéra de Joel Schumacher. Le film reçoit des critiques négatives mais reste un succès commercial.

### Rôles matures et reconnaissance critique(2005-2008)

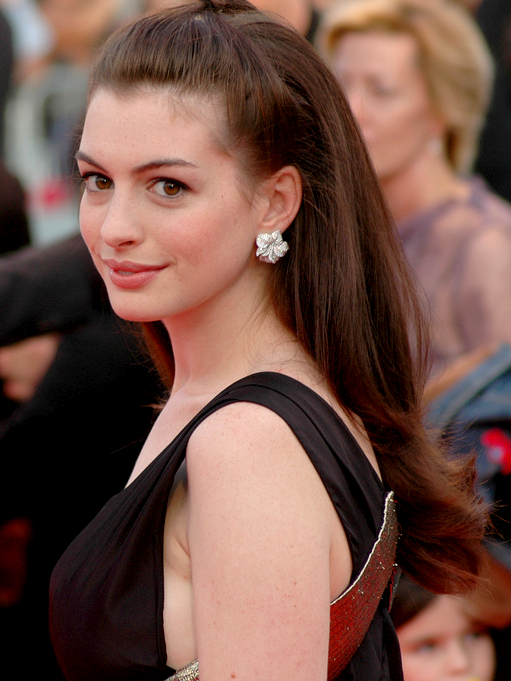
Anne Hathaway au Festival du cinéma américain de Deauville 2007.

Afin d'éviter le typecasting, Anne Hathaway profite de son exposition pour décider en 2005 d'accepter des rôles plus matures : elle note toutefois que « c'est adorable de voir [son] public grandir avec [elle]. », Après avoir replacé Tara Strong au doublage de La Véritable histoire du Petit Chaperon rouge, elle joue le rôle d'une socialite dans le drame Jeux de gangs, où elle apparaît nue dans plusieurs scènes. Le film n'est cependant pas distribué dans les salles de cinéma américaines à la suite de retours critiques négatifs.
La même année, elle joue la femme de Jack Twist, interprété par Jake Gyllenhaal, dans Le Secret de Brokeback Mountain. Elle reçoit d'abord le script dans le but de jouer la femme d'Ennis Del Mar, interprété par Heath Ledger, mais auditionne pour son rôle final après sa lecture. Le film est un succès commercial et critique,. Anne Hathaway décrit son expérience du tournage comme décisive dans son choix de rôles à l'avenir et des histoires qu'elle souhaite raconter en tant qu'actrice.
En 2006, Anne Hathaway joue aux côtés de Meryl Streep dans la comédie dramatique Le diable s'habille en Prada. Elle est le neuvième choix d'actrice pour son rôle. Son entraînement pour le film la mène, elle ainsi que sa covedette Emily Blunt, aux larmes. Le film rencontre un grand succès à sa sortie et devient alors le plus grand succès commercial d'Anne Hathaway,.
Elle fait originellement partie de la distribution du film En cloque, mode d'emploi avant d'être remplacée par Katherine Heigl. En 2007, elle incarne Jane Austen dans le film Jane de Julian Jarrold. Admiratrice de l'écrivaine depuis ses 14 ans, Anne Hathaway se prépare pour le rôle en relisant son œuvre ainsi que ses lettres, mais également en apprenant la langue des signes, la calligraphie, la danse et le piano. Elle déménage en Angleterre un mois avant le tournage afin de perfectionner son accent britannique. Malgré des critiques mitigées sur sa performance, elle est nommée au British Independent Film Award de la meilleure actrice,.
En octobre 2008, elle présente un épisode de Saturday Night Live. Elle joue également dans l'adaptation cinématographique de Max la Menace. « Un rêve d'enfant devenu réalité » selon elle, Anne Hathaway apprend les arts martiaux pour le film. La même année, Anne Hathaway joue dans Les Passagers, échec critique et commercial, et Rachel se marie, où elle incarne une jeune femme en cure de désintoxication assistant au mariage de sa sœur,. Sa performance reçoit des éloges critiques et notamment une nomination pour l'Oscar de la meilleure actrice et le Golden Globe de la meilleure actrice,.

### Comédies romantiques et événements(2009-2011)
En 2009, Anne Hathaway joue l'amie rivale de Kate Hudson dans la comédie romantique Meilleures Ennemies, qu'elle décrit comme « hideusement et glorieusement commerciale ». Le film est un échec critique et fait partie des dix pires « films pour les filles » de l'histoire dans un classement publié par le magazine Time en 2010. Malgré cela, le film est un succès commercial et Anne Hathaway reçoit une nomination au MTV Movie Award de la meilleure performance féminine. La même année, Anne Hathaway renoue avec le théâtre en jouant dans la production estivale de La Nuit des rois du Delacorte Theater, ce qui lui vaut une nomination au Drama Desk Award de la meilleure actrice,. Elle gagne également, l'année suivante, un Primetime Emmy Award du meilleur doublage pour son rôle dans l'épisode Il était une fois à Springfield des Simpson.
En 2010, Anne Hathaway joue aux côtés de Topher Grace dans la comédie romantique Valentine's Day, réalisé par Garry Marshall, et dans l'adaptation cinématographique d'Alice au pays des merveilles de Tim Burton. Elle décrit son personnage comme « une pacifiste vegan punk-rock », s'inspirant de Debbie Harry et de l'œuvre de Dan Flavin. Le film reçoit des critiques mitigées mais engendre plus d'un milliard de dollars et devient l'un des plus gros succès du box-office mondial. La même année, elle interprète une artiste atteinte de la maladie de Parkinson aux côtés de Jake Gyllenhaal dans la comédie dramatique Love, et autres drogues. Pour le rôle, elle passe du temps avec un patient de la maladie pour comprendre sa vie, et étudie les performances de Kate Winslet et Penélope Cruz pour préparer ses scènes de nu,. Elle obtient avec ce rôle un Satellite Award de la meilleure actrice et une nomination au Golden Globe de la meilleure actrice dans un film musical ou une comédie,.
En décembre 2010, elle présente avec Denzel Washington le concert du prix Nobel à Oslo, en Norvège, puis, avec James Franco, deux mois plus tard, la 83e cérémonie des Oscars, dont les critiques déplorent le manque d'intérêt de l'acteur, mais qui félicitent les capacités de présentation de l'actrice,,.
L'année suivante, Anne Hathaway double Perla, un ara de Spix, dans le film d'animation Rio, produit par la 20th Century Fox et Blue Sky Studios, qui est un succès commercial et critique. Elle tourne ensuite avec Jim Sturgess dans le film de Lone Scherfig Un jour, inspiré du roman éponyme de David Nicholls. Anne Hathaway reçoit le script clandestinement, la réalisatrice ne cherchant pas d'actrice américaine pour le rôle. Après un rendez-vous non-productif avec la réalisatrice, Anne Hathaway finit par obtenir le rôle après lui avoir laissé une liste de chansons. Anne Hathaway avouera plus tard regretter avoir ressenti de la misogynie pendant le tournage, ne faisant pas entièrement confiance à Lone Scherfig en tant que réalisatrice à cause de son genre.

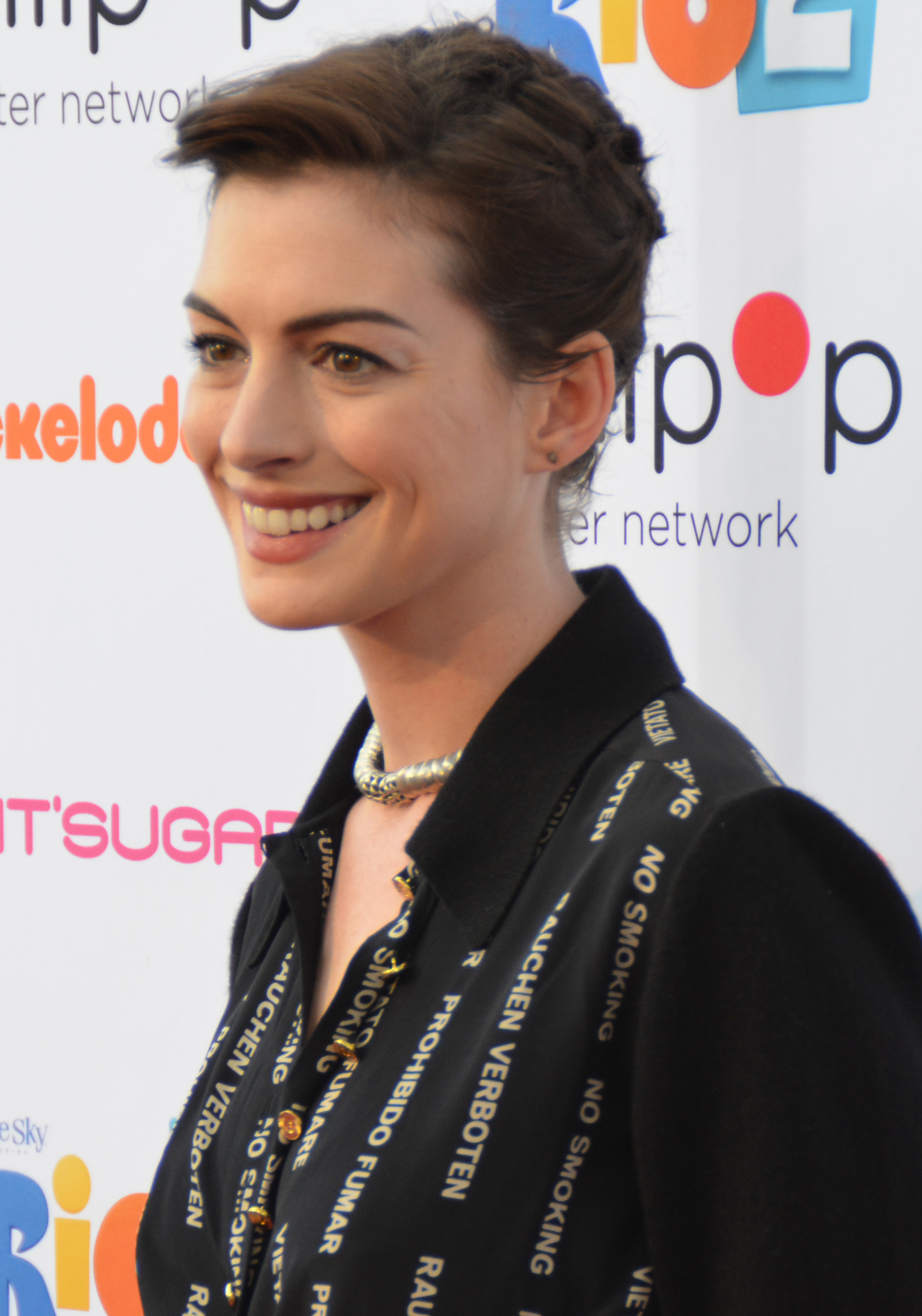
Anne Hathaway lors d'une diffusion de Rio 2 en Californie en 2014.

### Les Misérableset Christopher Nolan: consécration(2012-2014)
En 2012, Anne Hathaway interprète Catwoman dans The Dark Knight Rises, le dernier film de la trilogie The Dark Knight de Christopher Nolan. Elle auditionne sans connaître son rôle, avouant qu'elle pensait auditionner pour le rôle de Harley Quinn. Elle décrit le tournage comme le plus physique de sa carrière : elle suit un entraînement intensif d'arts martiaux et s'inspire de Hedy Lamarr pour sa performance,,. Le film est un succès commercial et critique et devient le plus gros succès d'Anne Hathaway, pour lequel elle remporte le Saturn Award de la meilleure actrice dans un second rôle,.
La même année, Anne Hathaway incarne Fantine, une prostituée atteinte de la tuberculose, dans l'adaptation cinématographique de la comédie musicale Les Misérables de Tom Hooper. Pour le rôle, Anne Hathaway mange moins de 500 calories par jour pour perdre 11 kilos, fait des recherches sur la prostitution de l'époque. et se coupe les cheveux,,. Elle décide de partir sur le tournage en Angleterre sans son mari afin d'adopter le comportement de son personnage. Sa présence dans le film, d'une longueur de vingt minutes, caractérisée par son interprétation de J'avais rêvé d'une autre vie, qui se hisse soixante-neuvième du Billboard Hot 100, lui offre le BAFTA, le Golden Globe, le Screen Actors Guild Award et l'Oscar de la meilleure actrice dans un second rôle,. Toutefois, Anne Hathaway admet émettre des doutes sur la qualité de sa performance.
Après une brève apparition dans Don Jon et son rôle d'actrice et de productrice pour le film Song One, Anne Hathaway reprend son rôle de Perla pour le film Rio 2, distribué en 2014. La même année, elle incarne une chercheuse de la NASA dans Interstellar de Christopher Nolan, son premier rôle dans un film en IMAX,. Elle risque l'hypothermie pendant le tournage d'une scène en Islande. Le film est un succès commercial et sa performance est appréciée par la critique, lui valant une nomination au Saturn Award de la meilleure actrice,.

### Rôles comiques et fluctuations de carrière(2015-2021)
En 2015, Anne Hathaway joue avec son acteur et sa réalisatrice préférés, respectivement Robert De Niro et Nancy Meyers, dans Le Nouveau Stagiaire, qui est plutôt chaleureusement accueilli par le public et la critique,,. L'année suivante, elle reprend son rôle de la Reine blanche dans Alice de l'autre côté du miroir, suite de Alice au pays des merveilles. En mars 2016, il est annoncé qu'elle reprendrait son rôle dans le troisième volet de la saga Princesse malgré elle, projet avorté à la suite du décès de Garry Marshall. Elle participe à l'album de Barbra Streisand Encore: Movie Partners Sing Broadway, où elle interprète la chanson At The Ballet de A Chorus Line avec Daisy Ridley. Elle joue également aux côtés de Jason Sudeikis dans Colossal, rôle qu'elle accepte avant même que le film ait de sponsors financiers, attirée par son genre qu'elle compare à Dans la peau de John Malkovich, l'un de ses films favoris,. Le film reçoit des critiques positives mais peine à dépasser les 4 millions de dollars au box-office.
Après une absence de deux ans au cinéma, Anne Hathaway joue le rôle d'une actrice à succès dans Ocean's 8, un spin-off de la franchise Ocean's de Gary Ross, où un groupe de criminelles préparent un coup pendant le Met Gala. Anne Hathaway voit son rôle comme « une chance de jouer avec ce non-sens ridicule de la célébrité que j'ai essayé d'éviter toutes ces années » et espère que le succès du film prouvera qu'un film principalement dirigé par des femmes peut avoir du succès commercial,. Sa performance est considérée comme la meilleure du film, « le seul mélange réussi de comédie et de pathos, qui parvient à être plus maligne que ce tapis roulant de la célébrité tout en en étant victime »,.
Les deux premiers films de 2019 d'Anne Hathaway sont des échecs critiques : sa performance dans Serenity, dans laquelle elle interprète demandant à son ex-mari de tuer son nouveau mari, est considérée comme « caricaturale, comme une Jessica Rabbit en prises de vues réelles » ; le deuxième film, Le Coup du siècle, un remake du film de 1988 Le Plus Escroc des deux, est considéré comme un sleeper hit,,,,. Elle joue ensuite une femme atteinte d'un trouble bipolaire dans la série d'anthologie Modern Love, puis dans Dark Waters de Todd Haynes,.
En 2020, Anne Hathaway joue dans Sa dernière volonté d'après le livre éponyme de Joan Didion, puis dans Sacrées sorcières, remake du film de 1990, deux échecs critiques : ses deux performances lui valent des nominations pour la Pire actrice à la 41e cérémonie des Razzie Awards,,. En 2021, elle joue dans le film Locked Down, se déroulant pendant la pandémie de Covid-19, puis dans la série télévisée Solos, produite par Prime Video,.

### Résurgence critique(depuis 2022)
En 2022, Anne Hathaway produit et joue aux côtés de Jared Leto dans la mini-série Apple TV+ WeCrashed, qui reçoit des critiques positives, en particulier sur l'interprétation de Rebekah Neumann par l'actrice,,. Elle joue ensuite dans Armageddon Time de James Gray, performance reconnue par The Hollywood Reporter comme sa meilleure depuis Rachel se marie,,.
En 2023, Anne Hathaway joue deux psychiatres émotionnellement torturées dans Eileen, basé sur le roman éponyme d'Ottessa Moshfegh, qu'elle décrit comme « Carol rencontrant Reservoir Dogs », et She Came to Me, une comédie romantique de Rebecca Miller distribué lors de la Berlinale 2023,,,.
L'année suivante, elle joue dans le thriller Mothers' Instinct, un remake du film de 2018 Duelles, aux côtés de Jessica Chastain, puis dans la comédie romantique L'Idée d'être avec toi,,,. Ses projets à venir incluent Mother Mary de David Lowery, aux côtés de Michaela Coel, et Flowervale Street de David Robert Mitchell,.
En 2025, elle est engagée pour jour le rôle de Pénélope dans le prochain long métrage de Christopher Nolan, L'Odyssée, prévue pour juillet 2026. Cela marque sa troisième collaboration avec le réalisateur.

## Activisme

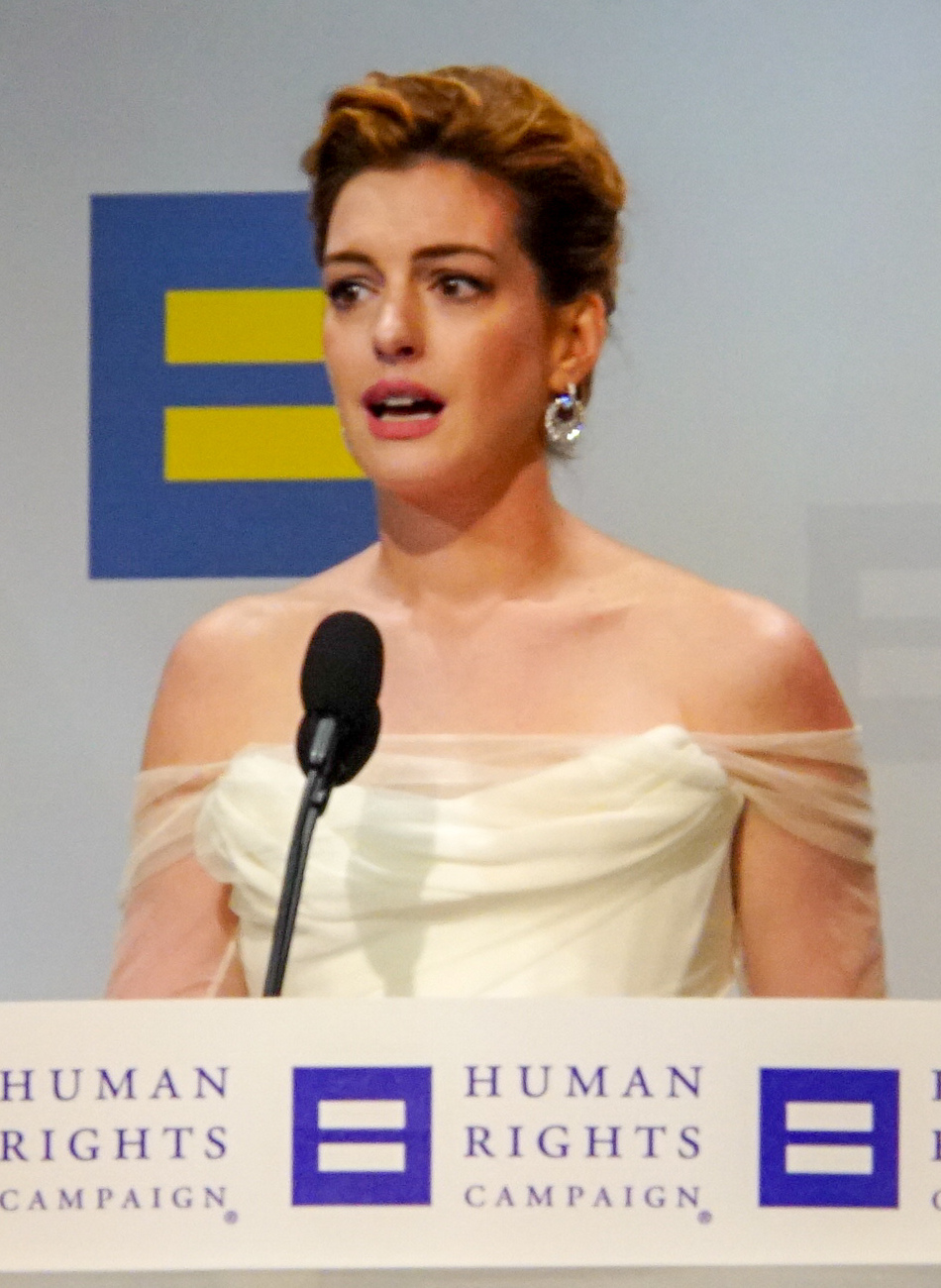
Anne Hathaway au dîner de la Human Rights Campaign à Washington en 2018.

Anne Hathaway agit pendant longtemps avec la Fondation Nike pour sensibiliser au mariage d'enfants. En juillet 2006, elle passe une semaine au Nicaragua pour vacciner des enfants contre l'hépatite A.
Elle voyage également dans de nombreux pays, notamment au Kenya et en Éthiopie, pour promouvoir les droits des femmes. En 2008, elle est honorée lors de l'hommage aux femmes d'Hollywood du magazine Elle et gagne une récompense de la Human Rights Campaign pour sa philanthropie ; la même année, elle est récompensée pour son engagement avec le Step Up Women's Network,.
En 2010, elle s'associe avec la Banque mondiale pour créer The Girl Effect, un programme de développement en deux ans dont la mission est d'aider l'émancipation des femmes dans les pays développées et en développement dans lesquels un tiers des jeunes femmes ne sont pas scolarisées ni employées. En 2013, elle narre le documentaire CNN Girl Rising, qui se concentre sur le pouvoir de l'éducation des femmes.
Anne Hathaway agit avec le Lollipop Theatre Network et les associations caritatives Creative Coalition, St. Jude Children's Research Hospital et la Human Rights Campaign. En 2016, elle est nommée ambassadrice de bonne volonté de l'ONU Femmes. L'année suivante, elle prend la parole lors de la Journée internationale des femmes en faveur du congé parental équitable.
Pour promouvoir la prise de conscience du sexisme systémique de l'industrie du divertissement, elle prend la parole concernant les opportunités des femmes et critique Hollywood pour son manque d'égalité. En 2018, elle collabore avec 300 femmes à Hollywood pour monter le mouvement Time's Up afin de protéger les femmes du harcèlement et de la discrimination.

## Positions politiques
Anne Hathaway soutient le mouvement pro-choix, le contrôle des armes à feu et les droits des étrangers,,. Elle critique le président des États-Unis Donald Trump pour sa politique anti-immigration. Elle milite également pour les droits LGBT et participe financièrement à la légalisation du mariage homosexuel,. Elle prend la parole contre l'homophobie, le harcèlement scolaire, la transphobie et le privilège blanc.
Pendant l'élection présidentielle américaine de 2012, elle soutient la campagne de Barack Obama, puis, quatre ans plus tard, celle de Hillary Clinton, apparaissant lors d'un gala de bienfaisance au St. James Theatre de New York aux côtés de Sienna Miller, Sarah Jessica Parker, Emily Blunt et Helen Mirren,,. En 2020, elle soutient Joe Biden, puis Kamala Harris en 2024,.
En 2022, à la suite de l'invasion de l'Ukraine par la Russie, elle envoie ses « prières sincères au peuple ukrainien », et participe financièrement à l'aide apportée à l'Ukraine par la Croix-Rouge, l'UNICEF et Save The Children. Elle félicite également la Berlinale 2023 d'avoir donné la parole au président ukrainien Volodymyr Zelensky.

## Vie privée
En 2004, Anne Hathaway commence une relation avec Raffaello Follieri, un promoteur immobilier italien dont la fondation, basée à Manhattan, se concentre sur la vaccination des enfants des pays en développement. En juin 2008, l'Internal Revenue Service enquête sur la fondation et Follieri est arrêté pour fraude,. En octobre de la même année, Raffaello Follieri plaide coupable et est condamné à quatre ans et demi de prison. Les journaux intimes d'Anne Hathaway sont confisqués par le FBI mais aucune charge n'est retenue contre elle.
En 2007, Anne Hathaway parle de son expérience avec la dépression pendant son adolescence. L'année suivante, elle commence à fumer après un été stressant et la fin de sa relation avec Raffaello Follieri. Elle admet avoir arrêté de fumer à la suite de la baisse de son stress et est par la suite devenue végétarienne. Elle devient ensuite végane en 2012, mais abandonne en 2014,. En octobre 2018, elle cesse sa consommation d'alcool et annonce sa sobriété,,.
Elle est une grande supportrice du Arsenal Football Club.
Anne Hathaway épouse l'acteur et homme d'affaires Adam Shulman le 29 septembre 2012 à Big Sur, en Californie, selon la tradition juive. Elle souffre d'une fausse couche en 2015 avant de donner naissance à son premier fils en mars 2016,. La même année, elle achète un appartement d'une valeur de 2,55 millions de dollars dans l'Upper West Side. Le couple vend sa photo de mariage et donne les profits à Freedom to Marry, une organisation dédiée à la légalisation du mariage homosexuel aux États-Unis. Il accueille également un événement pour l'organisation, au cours duquel il récolte 500 000 dollars. En juin 2019, Anne Hathaway annonce sa deuxième grossesse et parle publiquement de son infertilité. Leur deuxième fils naît en novembre 2019.

## Filmographie
Note : sauf mention contraire, les informations ci-dessous sont issues de la filmographie d'Anne Hathaway sur l'Internet Movie Database.

### Cinéma

#### Années 2000
- 2001 : Princesse malgré elle (The Princess Diaries) de Garry Marshall : Mia Thermopolis
- 2001 : De l'autre côté du paradis (The Other Side of Heaven) de Mitch Davis : Jean Sabin
- 2002 : Nicholas Nickleby de Douglas McGrath : Madeline Bray
- 2004 : Ella au pays enchanté (Ella Enchanted) de Tommy O'Haver : Ella
- 2004 : Un mariage de princesse (The Princess Diaries 2: Royal Engagement) de Garry Marshall : Mia Thermopolis
- 2005 : Jeux de gangs (Havoc) de Barbara Kopple : Allison Lang
- 2005 : Le Secret de Brokeback Mountain (Brokeback Mountain) d'Ang Lee : Lureen Newsome
- 2006 : Le diable s'habille en Prada (The Devil Wears Prada) de David Frankel : Andrea « Andy » Sachs
- 2007 : Jane de Julian Jarrold : Jane Austen
- 2008 : Max la Menace (Get Smart) de Peter Segal : Agent 99
- 2008 : Max la Menace : Bruce et Lloyd se déchaînent (Get Smart's Bruce and Lloyd Out of Control) de Gil Junger : Agent 99 (vidéofilm, non créditée)
- 2008 : Rachel se marie (Rachel Getting Married) de Jonathan Demme : Kym
- 2008 : Les Passagers (Passengers) de Rodrigo García : Claire Summers
- 2009 : Meilleures Ennemies (Bride Wars) de Gary Winick : Emma

#### Années 2010
- 2010 : Valentine's Day de Garry Marshall : Liz
- 2010 : Alice au pays des merveilles (Alice in Wonderland) de Tim Burton : la Reine Blanche
- 2010 : Love, et autres drogues (Love and Other Drugs) de Edward Zwick : Maggie Murdock
- 2011 : Un jour (One Day) de Lone Scherfig : Emma
- 2012 : The Dark Knight Rises de Christopher Nolan : Selina Kyle / Catwoman
- 2012 : Les Misérables de Tom Hooper : Fantine
- 2013 : Don Jon de Joseph Gordon-Levitt : Actrice Hollywood #1
- 2014 : Song One de Kate Barker-Froyland : Franny (également productrice)
- 2014 : Don Peyote de Dan Fogler et Michael Canzoniero : Agent du TRUTH
- 2014 : Interstellar de Christopher Nolan : Amelia Brand
- 2015 : Le Nouveau Stagiaire (The Intern) de Nancy Meyers : Jules Ostin
- 2016 : Alice de l'autre côté du miroir (Alice Through the Looking Glass) de James Bobin : la Reine Blanche
- 2016 : Colossal de Nacho Vigalondo : Gloria (également productrice exécutive)
- 2018 : Ocean's 8 de Gary Ross : Daphne Kluger
- 2019 : Serenity de Steven Knight : Karen
- 2019 : Le Coup du siècle (The Hustle) de Chris Addison : Josephine Chesterfield
- 2019 : Dark Waters de Todd Haynes : Sarah Bilott

#### Années 2020
- 2020 : Sa dernière volonté (The Last Thing He Wanted) de Dee Rees : Elena McMahon
- 2020 : Sacrées Sorcières (The Witches) de Robert Zemeckis : la grande sorcière
- 2021 : Locked Down de Doug Liman : Linda
- 2021 : Armageddon Time de James Gray : Esther Graff
- 2023 : She Came to Me de Rebecca Miller : Patricia
- 2023 : Eileen de William Oldroyd : Rebecca
- 2024 : Mothers' Instinct de Benoît Delhomme : Celine
- 2024 : L'Idée d'être avec toi (The Idea of You) de Michael Showalter : Solène

Prochainement
- 2024 : Mother Mary de David Lowery
- 2025 : Flowervale Street de David Robert Mitchell
- 2026 : L'Odyssée (The Odyssey) de Christopher Nolan : Pénélope
- 2026 : Le diable s'habille en Prada 2 de David Frankel

### Télévision
- 1999-2000 : La Famille Green (Get Real) : Meghan Green (rôle principal)
- 2015 : HitRecord on TV (en) : Vivica Virus
- 2016 : Documentary Now! (en) : Elle-même
- 2019 : Modern Love : Lexi (rôle principal)
- 2021 : Solos : Leah (rôle principal)
- 2022 : WeCrashed : Rebekah Neumann, la femme d'Adam Neumann (rôle principal)

### Animation

#### Films d'animation
- 2002 : Le Royaume des chats (The Cat Returns ou Neko no ongaeshi) de Hiroyuki Morita : Haru (doublage version américaine)
- 2005 : La Véritable Histoire du Petit Chaperon rouge (Hoodwinked!) de multiples réalisateurs : le Petit Chaperon rouge
- 2011 : Rio de Carlos Saldanha : Perla (Jewel en VO)
- 2014 : Rio 2 de Carlos Saldanha : Perla (Jewel en VO)

#### Séries d'animation
- 2009 : Les Simpson (The Simpsons) : Jenny (saison 20, épisode 17)
- 2010 : Les Simpson (The Simpsons) : Princesse Penelope (saison 21, épisode 10)
- 2010 : Les Griffin (Family Guy) : Mère Maggie (saison 8, épisode 13)
- 2010 : Les Griffin (Family Guy) : elle-même (saison 8, épisode 16)
- 2011 : Les Griffin (Family Guy) : "Hot Blonde" (saison 9, épisode 18)
- 2012 : Les Simpson (The Simpsons) : Jenny (saison 24, épisode 1)

### Clips
- 2002 : Supergirl de Krystal Harris (en)
- 2014 : Just One of the Guys de Jenny Lewis

## Théâtre
- 2002 : Carnival! de Michael Stewart, New York City Center
- 2003 : The Woman in white d' Andrew Lloyd Webber, Sydmonton Workshop
- 2005 : Children and Act de Stephen Sondheim, New Amsterdam Theatre
- 2009 : La Nuit des rois de William Shakespeare, Delacorte Theater
- 2015 : Grounded de George Brant, The Public Theater
- 2017 : The Children's Monologues (en) de Lynn Nottage, Carnegie Hall

## Musique
- 2015 : The Cure, en duo avec Lulu Gainsbourg sur l'album Lady Luck
- 2018 : A Deeper Truth, avec Sygma[166]

Anne Hathaway chante également pour les BO des films Rio en 2011 et Les Misérables en 2012.

## Distinctions
- Le 9 mai 2019, elle décroche son étoile sur le Walk of Fame.

### Récompenses
- 2008 : élue au ShoWest Convention, Femme de l'Année.
- 2008 : lauréate du Southeastern Film Critics Association Awards Meilleure actrice pour Rachel se marie.
- 2008 : lauréate du prix du Conseil national de la Revue Meilleure actrice pour Rachel se marie.
- 2009 : lauréate du Critics Choice Awards dans la catégorie Meilleure actrice Anne Hathaway Rachel se marie (2008), à égalité avec Meryl Streep pour Doubt.
- 2010 : lauréate Creative Arts Emmy Awards dans la catégorie meilleur doublage pour le personnage de Princesse Pénélope dans l'épisode Il était une fois à Springfield de la série Les Simpson.
- 2009 : Remporte le Desert Palm Achievement au Palm Springs International Film Festival pour Rachel se marie.
- 2009 : lauréate  PRISM Awards PRISM Awards Meilleure actrice pour Rachel se marie.
- 2011 : nomination Golden Globes meilleure actrice Comédie Ou Comédie musicale Love and Others Drugs (remporté par Annette Bening pour The Kids Are All Right)
- Lauréate dans la catégorie de la Meilleure actrice dans un second rôle pour le rôle de Fantine pour Les Misérables, aux prix suivants :
  - 2012 : Washington D.C. Area Film Critics Association Awards
  - 2012 : Detroit Film Critics Society Awards
  - 2012 : New York Film Critics Online Awards
  - 2012 : Las Vegas Film Critics Society Awards
  - 2012 : Satellite Awards (catégorie Meilleure actrice dans un second rôle)
  - 2012 : Phoenix Film Critics Society Awards
  - 2012 : Indiana Film Journalists Association Awards
  - 2012 : Austin Film Critics Association Awards
  - 2012 : Florida Film Critics Circle Awards
  - 2012 : Southeastern Film Critics Association Awards
  - 2012 : Kansas City Film Critics Circle Awards
  - 2012 : Utah Film Critics Association Awards
  - 2012 : Black Film Critics Circle
  - 2012 : Women Film Critics Circle Awards : Meilleure actrice
  - 2013 : Houston Film Critics Society Awards
  - 2013 : Online Film Critics Society Awards
  - 2013 : Denver Film Critics Society Awards
  - 2013 : EDA Awards
  - 2013 : Iowa Film Critics Association Awards
  - 2013 : Golden Globes (catégorie Meilleure actrice dans un second rôle)
  - 2013 : Critics' Choice Movie Awards (catégorie Meilleure actrice dans un second rôle)
  - 2013 : London Film Critics Circle Awards
  - 2013 : Screen Actors Guild Awards (catégorie Meilleure actrice dans un second rôle)
  - 2013 : BAFTA Awards (catégorie Meilleure actrice dans un second rôle)
  - 2013 : Oscars du cinéma (catégorie Meilleure actrice dans un second rôle)

### Nominations
- 2000 : Young Artist Awards de la meilleure performance féminine dans une série télévisée dramatique pour La Famille Green (1999-2000)
- 2000 : Teen Choice Awards de la meilleure actrice dans une série télévisée dramatique pour La Famille Green (1999-2000)
- 2002 : MTV Movie Awards de la meilleure performance féminine pour Princesse malgré elle (2001)
- Character and Morality in Entertainment Awards 2003 : Nommée au Prix CAMIE Awards de la meilleure distribution pour De l'autre côté du paradis (2002)
- 2005 : Awards Circuit Community Awards de la meilleure distribution pour Le Secret de Brokeback Mountain (2005) partagée avec Heath Ledger, Michelle Williams, Linda Cardellini, Randy Quaid et Jake Gyllenhaal
- 2005 : Gotham Awards de la meilleure distribution pour Le Secret de Brokeback Mountain (2005)
- 11e cérémonie des Screen Actors Guild Awards 2005 : Meilleure distribution pour Le Secret de Brokeback Mountain (2005)
- 2006 : DVD Exclusive Awards de la meilleure actrice pour Jeux de gangs (Havoc) (2006)
- 2007 : British Independent Film Awards de la meilleure actrice pour Jane (2006)
- 2008 : Awards Circuit Community Awards de la meilleure actrice dans un rôle principal romantique pour Rachel se marie (2008)
- 4e cérémonie des Austin Film Critics Association Awards 2008 : Meilleure actrice pour Rachel se marie (2008)
- 28e cérémonie des Boston Society of Film Critics Awards 2008 : Meilleure actrice pour Rachel se marie (2008)
- 21e cérémonie des Chicago Film Critics Association Awards 2008 : Meilleure actrice pour Rachel se marie (2008)
- 2008 : Dallas-Fort Worth Film Critics Association Awards du meilleure actrice pour Rachel se marie (2008)
- 2008 : Gotham Independent Film Awards de la meilleure actrice pour Rachel se marie (2008)
- 14e cérémonie des Critics' Choice Movie Awards 2009 : Meilleure distribution pour Rachel se marie (2008) partagée avec Rosemarie DeWitt, Debra Winger, Anna Deavere Smith, Bill Irwin, Mather Zickel et Anisa George
- 66e cérémonie des Golden Globes 2009 : Meilleure actrice pour Rachel se marie (2008)
- 2009 : Film Independent's Spirit Awards de la meilleure actrice pour Rachel se marie (2008)
- 2009 : London Critics Circle Film Awards de la Meilleure actrice pour Rachel se marie (2008)
- 2009 : MTV Movie Awards du meilleur combat partagée avec Kate Hudson pour Meilleures Ennemies (2008)
- 2009 : MTV Movie Awards de la meilleure performance féminine pour Meilleures Ennemies (2008)
- 2009 : Choice Awards Nickelodeon Kids Actrice préférée pour Max la Menace
- 2009 : Online Film Critics Society Awards de la Meilleure actrice pour Rachel se marie (2008)
- 14e cérémonie des Satellite Awards 2009 : Meilleure actrice pour Rachel se marie (2008)
- 2009 : Teen Choice Awards Meilleure actrice féminine pour Meilleures Ennemies
- 66e cérémonie des Golden Globes 2009 : Meilleure actrice pour Rachel se marie (2008)
- 81e cérémonie des Oscars 2009 : Meilleure actrice pour Rachel se marie (2008)
- 68e cérémonie des Golden Globes 2011 : Meilleure actrice pour Love, et autres drogues (2010)
- 63e cérémonie des Primetime Emmy Awards 2011 : Meilleure réalisation pour un programme de variété pour 83e cérémonie des Oscars (2011) partagée avec Bruce Cohen (Producteur), Don Mischer (Producteur), Michael B. Seligman (Producteur superviseur) et James Franco (Hôte)
- 2012 : Alliance of Women Film Journalists du meilleur personnage féminin d'animation dans une comédie d'animation pour Rio (2011)
- 2012 : Behind the Voice Actors Awards de la meilleure performance vocale dans une comédie d'animation pour Rio (2011)
- 18e cérémonie des Critics' Choice Movie Awards 2013 : Meilleure actrice dans un second rôle pour The Dark Knight Rises (2012)
- 7e cérémonie des EDA Awards 2013 : Meilleure actrice dans un second rôle The Dark Knight Rises (2012)
- 39e cérémonie des Saturn Awards 2013 : Meilleure actrice dans un second rôle pour le rôle de Fantine pour Les Misérables (2012)
- 2015 : Behind the Voice Actors Awards de la meilleure performance vocale dans une comédie d'animation pour Rio 2 (2014)
- 41e cérémonie des Saturn Awards 2015 : Meilleure actrice pour Interstellar (2014)
- 2016 : Teen Choice Awards : Meilleure actrice dans un film de comédie pour Le Nouveau Stagiaire

## Voix francophones

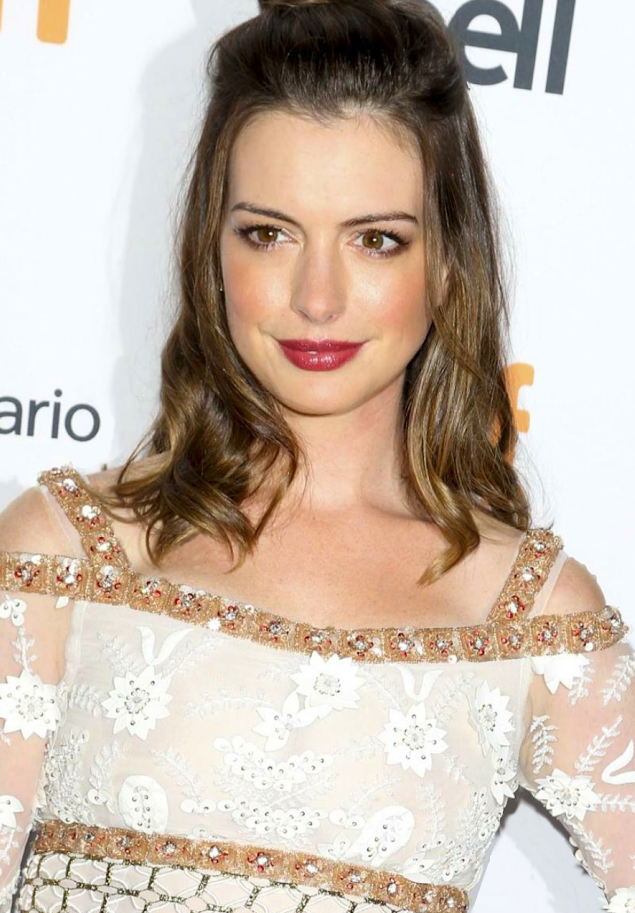
Anne Hathaway en 2016.

En version française, Caroline Victoria est la voix régulière d'Anne Hathaway depuis Ella au pays enchanté en 2005,. Par la suite, elle la double notamment dans Le Diable s'habille en Prada, Alice au pays des merveilles, The Dark Knight Rises, Interstellar, Colossal, Modern Love, Sacrées Sorcières ou encore WeCrashed.
Elle est également doublée par Sylvie Jacob dans Nicholas Nickleby et Les Passagers, Sarah Marot dans Princesse malgré elle et Un mariage de princesse mais aussi Ludmila Ruoso dans  Le Secret de Brokeback Mountain et Dark Waters, ainsi qu'à titre exceptionnel par Nathalie Karsenti dans La Famille Green et Fanny Roy dans Jane.
En version québécoise, Geneviève Désilets est la voix régulière de l'actrice depuis Nicholas Nickleby en 2002, l'ayant doublée par la suite dans Nicholas Nickleby, Souvenirs de Brokeback Mountain, Le Diable s'habille en Prada, Max la Menace, Alice au pays des merveilles, Un jour, ou encore Debbie Ocean 8.
Elle est également doublée à deux reprises par Aline Pinsonneault dans  Le Journal d'une princesse et Le Journal d'une princesse 2 : Les Fiancailles royales ainsi qu'à titre exceptionnel par Karine Vanasse dans Ella l'enscorcelée et Ariane-Li Simard-Côté dans L'Ascension du chevalier noir.